# Miss France 1935
 (février 2016).
Si vous disposez d'ouvrages ou d'articles de référence ou si vous connaissez des sites web de qualité traitant du thème abordé ici, merci de compléter l'article en donnant les références utiles à sa vérifiabilité et en les liant à la section « Notes et références ».
Miss France 1935, onzième édition du concours Miss France a lieu le 18 mai 1935 à Paris. Élisabeth Pitz, Miss Lorraine 1934 née à Sarrebruck en 1911, remporte le titre. Le jury, réuni dans les salons de la revue Comœdia, est présidé par le peintre Paul Chabas.

## Déroulement
Cependant, Élisabeth Pitz se retire après deux heures de règne et cède sa couronne à Gisèle Préville, Miss Paris.
Les raisons de son désistement nous sont connues par la presse de l'époque. Selon le journal L'Ouest-Éclair du 19 mai 1935, « au moment de la proclamation du résultat de cette compétition, diverses protestations se sont élevées. Une courte bousculade s'ensuivit au cours de laquelle partisans et adversaires de la lauréate échangèrent des propos assez vifs. Les membres du jury calmèrent néanmoins l'assistance en rappelant que Mlle Élisabeth Pitz bien qu'elle naquit en territoire allemand avait toujours fait preuve de loyalisme à l'égard de sa patrie d'adoption et l'incident s'arrêta là. Peu après, Mlle Pitz a fait savoir aux membres du jury qu'elle se désistait. En conséquence, le titre a été attribué à la candidate qui avait été seconde du tournoi, Mlle Gisèle Préville, jeune parisienne de 16 ans ».
Pourtant Élisabeth Pitz, d'origine sarroise, avait opté pour la nationalité française après le plébiscite du 13 janvier 1935.

## Classement
- Miss France : Miss Sarrebruck
- 1re dauphine : Miss Paris
- 2e dauphine :
- 3e dauphine :
- 4e dauphine :

Top12 : 